# Мітільов Михайло Іванович
Миха́йло Іва́нович Мітільо́в (1922) — учасник Другої світової війни, нагороджений 4-ма медалями «За відвагу», почесний громадянин Шевченківського району.

## З життєпису
Народився 1922 року на хуторі Баба (сучасне село Раївка Шевченківського району Харківської області). Працював на посаді діловода Шевченківської сільської ради.
У роки нацистсько-радянської війни — командир гармати, гвардії старший сержант. Воював з червня 1941 року, брав участь у боях під Москвою і Сталінградом, два рази бився за Харків, під Києвом та Брестом. В подальшому брав участь у боях на території Польщі, дійшов до Берліна.
Демобілізувавшись, працював бухгалтером у колгоспі ім. Андреєва та «Україна» (село Раївка), в централізованій бухгалтерії міжколгоспних організацій й відділів.
Вийшовши на заслужений відпочинок, проживає в селі Раївка.

## Нагороди
- Кавалер 4-х медалей «За відвагу»
- понад 10 подяк від військового командування, у тому числі за визволення Харкова 23 серпня 1943 року.